# دامباگالا
دامباگالا (به لاتین: Dambagalla) یک منطقهٔ مسکونی در سری‌لانکا است که در استان یووا واقع شده‌است. دامباگالا ۳۱۸ متر بالاتر از سطح دریا واقع شده‌است.